# Dirk Benedict
Dirk Benedict (Helena, Montana, 1945. március 1. –) amerikai színész. 
Leghíresebb szerepe Templeton 'Szépfiú' Peck hadnagy A szupercsapat című sorozatban.

## Filmográfia
| Év   | Magyar cím                 | Eredeti cím            | Szerep                                        |
| ---- | -------------------------- | ---------------------- | --------------------------------------------- |
| 2006 | Armageddon 3 - Földindulás | Earthstorm             | Victor Stevens                                |
| 2006 |                            | Goldene Zeiten         | Douglas Burnett / John Striker / Horst Müller |
| 1996 | Alaszka                    | Alaska                 | Jake Barnes                                   |
| 1996 | Gyermekrablás              | Abduction of Innocence | Robert Steves                                 |
| 1994 | A tévedés áldozata         | The Feminine Touch     | John Mackie                                   |
| 1994 |                            | Official Denial        | Dan Lerner                                    |
| 1991 | Kék tornádó                | Blue Tornado           | Alex Long                                     |
| 1987 | Telitalálat                | Body Slam              | M. Harry Smilac                               |
| 1983 | A szupercsapat             | The A-Team             | Templeton 'Szépfiú' Peck hadnagy              |
| 1979 | Csillagközi romboló        | Battlestar Galactica   |                                               |
| 1978 | Csillagközi romboló        | Battlestar Galactica   | Lt. Starbuck                                  |